# グルカゴン

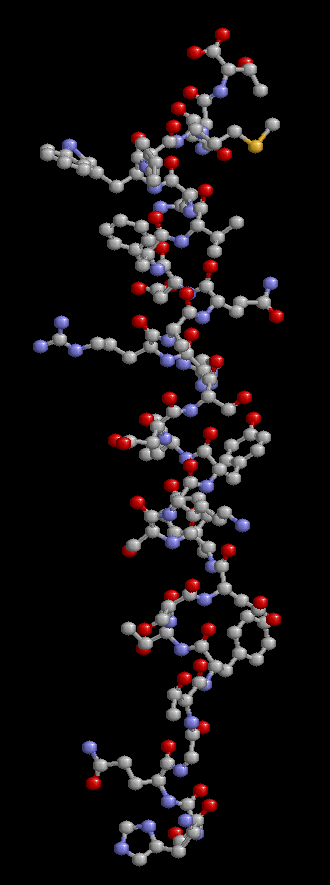
グルカゴンの構造

グルカゴン（Glucagon）とは、29のアミノ酸残基からなるペプチドホルモンの一種であり、タンパク質およびアミノ酸の代謝に重要な機能を持つ。分子量3,485。インスリンとともに血糖値の制御に関係する重要なホルモンの一つである。
インスリンは血糖値を低下させるが、グルカゴンはそれとは逆に血糖値を上昇させるホルモンの一つであり、人体が低血糖になるのを防ぐため、肝細胞に働きかけることでグリコーゲンを分解するよう信号を送り、血糖値の上昇を促進する（血糖値を低下させるホルモンはインスリンのみであるが、血糖値を上昇させるホルモンはグルカゴン以外にも複数備わっている）。主に膵臓のランゲルハンス島のA細胞（α細胞）で生合成・分泌されるほかに、消化管からも分泌される。
1923年、キンボール(Kimball)とマーリン(Murlin)が、膵臓からの抽出物から発見した。「膵外グルカゴン」は「腸管グルカゴン」とも呼ばれ、胃底部に最も多く分布する。

## 分泌調節
絶食中か、低血糖になるか、タンパク質を摂取することでも分泌が誘発される。逆に、炭水化物および砂糖を摂取して高血糖になると、分泌は抑制される。高タンパク食、高脂肪食を摂ると、血漿グルカゴンの上昇がみられる。しかし、単純脂肪経口投与では、グルカゴン分泌の増加は起こらない。
別のホルモンであるソマトスタチン、セクレチンはグルカゴンの分泌を抑制するが、その際には成長ホルモン、チロキシン、糖質コルチコイド、コレシストキニン、ガストリンの分泌が刺激される。
神経性因子として、迷走神経はムスカリン様作用により、グルカゴンの分泌を促進する。交感神経はβ作用によるグルカゴンの分泌の促進と、α作用によるグルカゴンの分泌を抑制する両方の作用を持つが、通常は分泌促進作用が優勢となる。

## 生理作用
このホルモンは、貯蔵燃料を動員する異化ホルモンの一つである。アデニル酸シクラーゼの活性化を介してプロテインキナーゼAを活性化を促し、肝臓のグリコーゲン分解およびアミノ酸からの糖新生を促進し、血糖値が上昇する。また、グルカゴンは脂肪細胞の表面にあるホルモン感受性リパーゼの活性を刺激し、脂肪細胞からの遊離脂肪酸の放出を促す。血中に放出された遊離脂肪酸は、肝臓がケトン体を産生する際の基質となり、ケトン体の産生・増加につながる。なお、筋肉ではグリコーゲンの分解は促進しない（筋細胞にはグルカゴン受容体が無い）。また膵B細胞のインスリン分泌、D細胞のソマトスタチン分泌、下垂体前葉の成長ホルモン分泌を刺激する。

## グルカゴン製剤
タンパク質を摂取すると、グルカゴンとインスリンの両方の分泌が誘発される。この性質を利用し、インスリン分泌刺激試験に用いられる。2型糖尿病患者の場合、食後にグルカゴン分泌の亢進がみられる。この点から、糖尿病患者が低血糖になった際の治療薬としても用いられる。